# Silke Smulders
Silke Smulders (Loon op Zand, 1 april 2001) is een Nederlands wielrenster.

## Carrière
In 2021 reed Smulders voor het Belgische Lotto Soudal Ladies, waarna ze vertrok naar het Liv Racing Xstra. Toen die laatste ploeg in 2024 fuseerde met het Australische Team Jayco AlUla trok Smulders mee.

## Palmares

### Overwinningen
2024
1e etappe Ronde van Andalusië

### Resultaten in voornaamste wedstrijden
| Jaar | Ronde van Italië | Ronde van Frankrijk | Ronde van Spanje |
| ---- | ---------------- | ------------------- | ---------------- |
| 2021 | 29e              |                     |                  |
| 2022 |                  | 79e                 |                  |
| 2023 |                  | 46e                 | 63e              |
| 2024 | 13e              | 21e                 | 21e              |
| 2025 | 14e              | 43e                 |                  |

| Jaar | Milaan-San Remo | Gent-Wevelgem | Ronde van Vlaanderen | Parijs-Roubaix | Amstel Gold Race | Luik-Bast.‑Luik | Omloop Het Nieuwsblad | Ronde van Drenthe | Strade Bianche |
| ---- | --------------- | ------------- | -------------------- | -------------- | ---------------- | --------------- | --------------------- | ----------------- | -------------- |
| 2021 |                 |               |                      | 45e            |                  |                 |                       |                   |                |
| 2022 |                 | 22e           | 41e                  | opgave         | 20e              |                 |                       |                   |                |
| 2023 |                 |               | 67e                  |                |                  |                 | 59e                   | opgave            |                |
| 2024 |                 | 26e           | 28e                  | opgave         |                  |                 |                       | 22e               |                |
| 2025 | opgave          |               |                      |                | 26e              | 93e             |                       |                   | 10e            |

### Resultaten in kleinere rondes
| Jaar | Tour Down Under | UAE Tour | Wielerweek van Valencia | Ronde van Burgos | Festival Elsy Jacobs | RideLondon Classique | Ronde van Scandinavië | Ronde van Romandië | Simac Ladies Tour | Ronde van Chongming |
| ---- | --------------- | -------- | ----------------------- | ---------------- | -------------------- | -------------------- | --------------------- | ------------------ | ----------------- | ------------------- |
| 2021 |                 |          |                         |                  |                      |                      |                       |                    | 12e               |                     |
| 2022 |                 |          | 65e                     |                  | opgave               |                      |                       | 51e                | 18e               |                     |
| 2023 |                 | 28e      |                         |                  |                      | opgave               | 47e                   |                    |                   | 47e                 |
| 2024 |                 | 29e      |                         | 15e              |                      |                      |                       | 25e                | 7e                |                     |
| 2025 | ↑               |          |                         |                  |                      |                      |                       |                    |                   |                     |

## Ploegen
- 2021 –  Lotto Soudal Ladies
- 2022 –  Liv Racing Xstra
- 2023 –  Liv Racing TeqFind
- 2024 –  Liv AlUla Jayco
- 2025 –  Liv AlUla Jayco

Braam · Castrique · Meertens · Nilsson · Parkinson · Plichta · Siggaard · Smulders · Vandenbulcke · Vander Sande
Barbieri · Buurman · de Jong(vanaf 1/6) · Demey · van der Hulst · Jackson · Jaskulska · Korevaar · McGowan · Neumanová · Ragusa · Smulders · Stultiens · Ton
Andersson · Barbieri · Buurman · Demey · García · van der Hulst · Jaskulska · de Jong · Korevaar · McGowan · Neumanová · Ragusa · Smulders · Stultiens · Ton
Andersson · Baker · Campbell · García · Gåskjenn · Howe · Korevaar · Manly · Pate · Paternoster · Roseman-Gannon · Smulders · Ton · Trevisi · Wyllie · Žigart
Andersson · Baker · García · van der Hulst · Korevaar · Pate · Paternoster · Roseman-Gannon · Smulders · Talbot · Ton · Trevisi · Trinca Colonel · Wyllie